# Rhododendron kaempferi
Rhododendron kaempferi är en ljungväxtart som beskrevs av Jules Émile Planchon. Rhododendron kaempferi ingår i släktet rododendron, och familjen ljungväxter.

## Underarter
Arten delas in i följande underarter:
- R. k. kozushimense
- R. k. iyoense
- R. k. lusidusculum
- R. k. macrogemma
- R. k. mikawanum
- R. k. saikaiense
- R. k. tubiflorum

## Bildgalleri

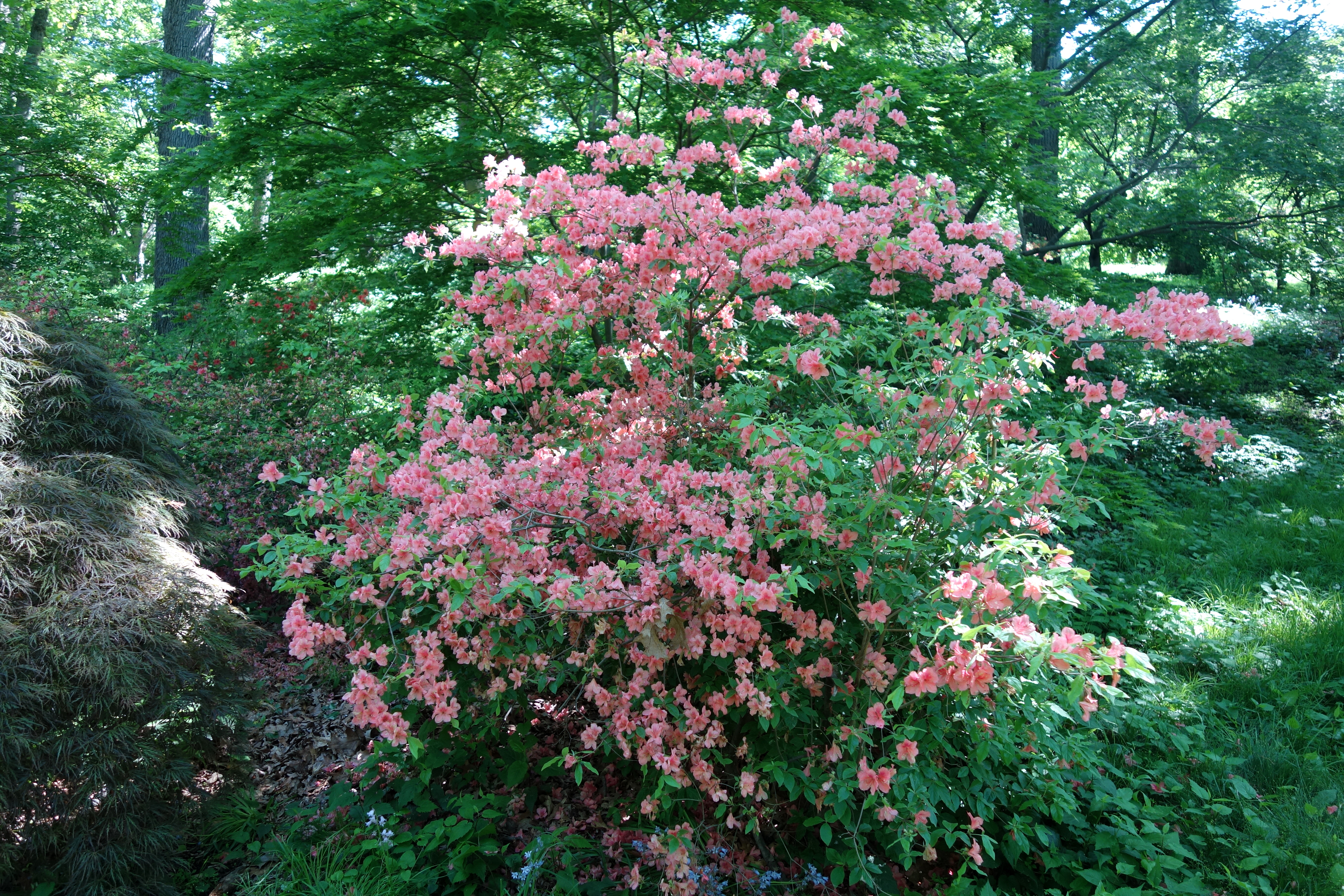
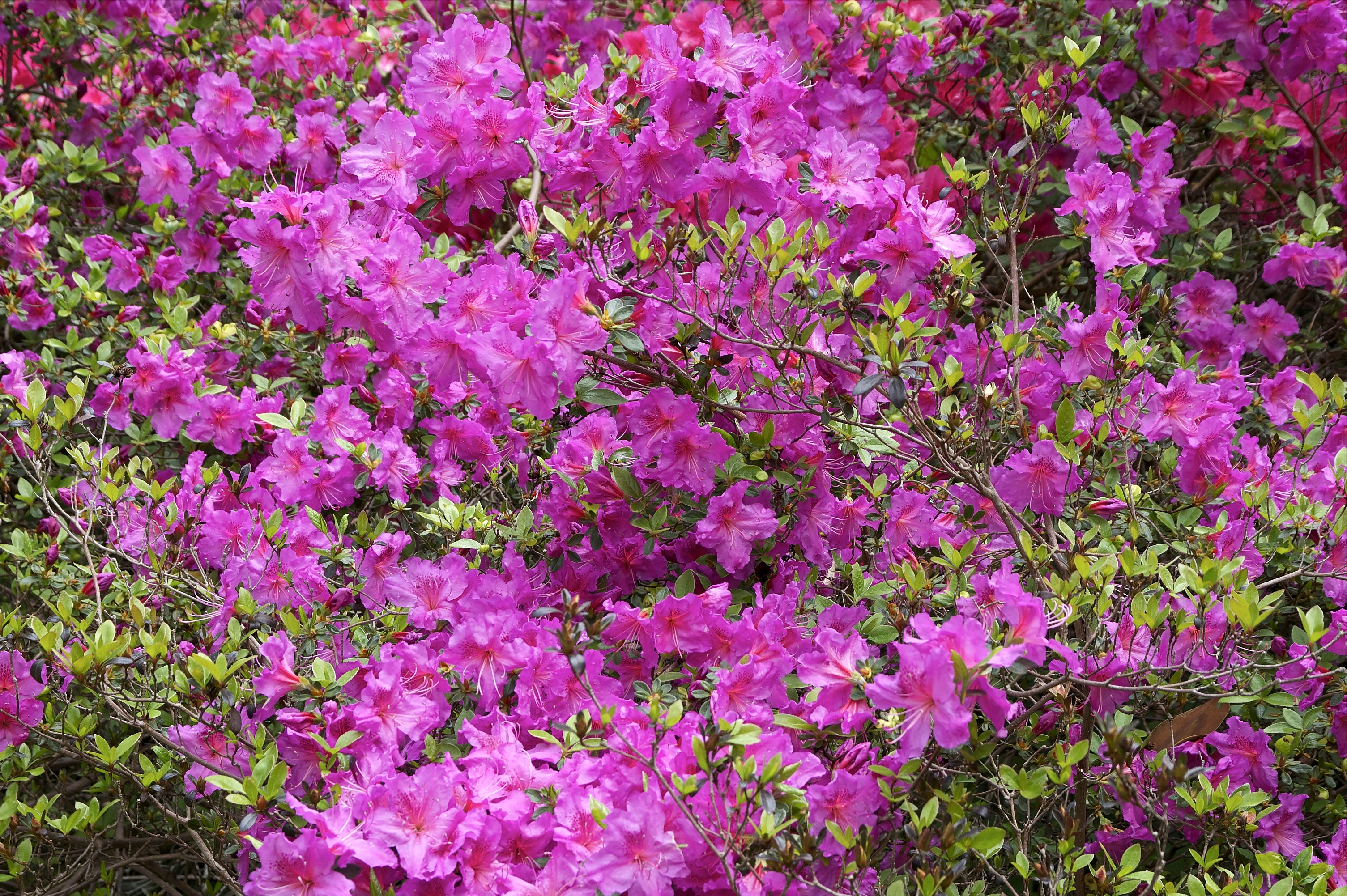
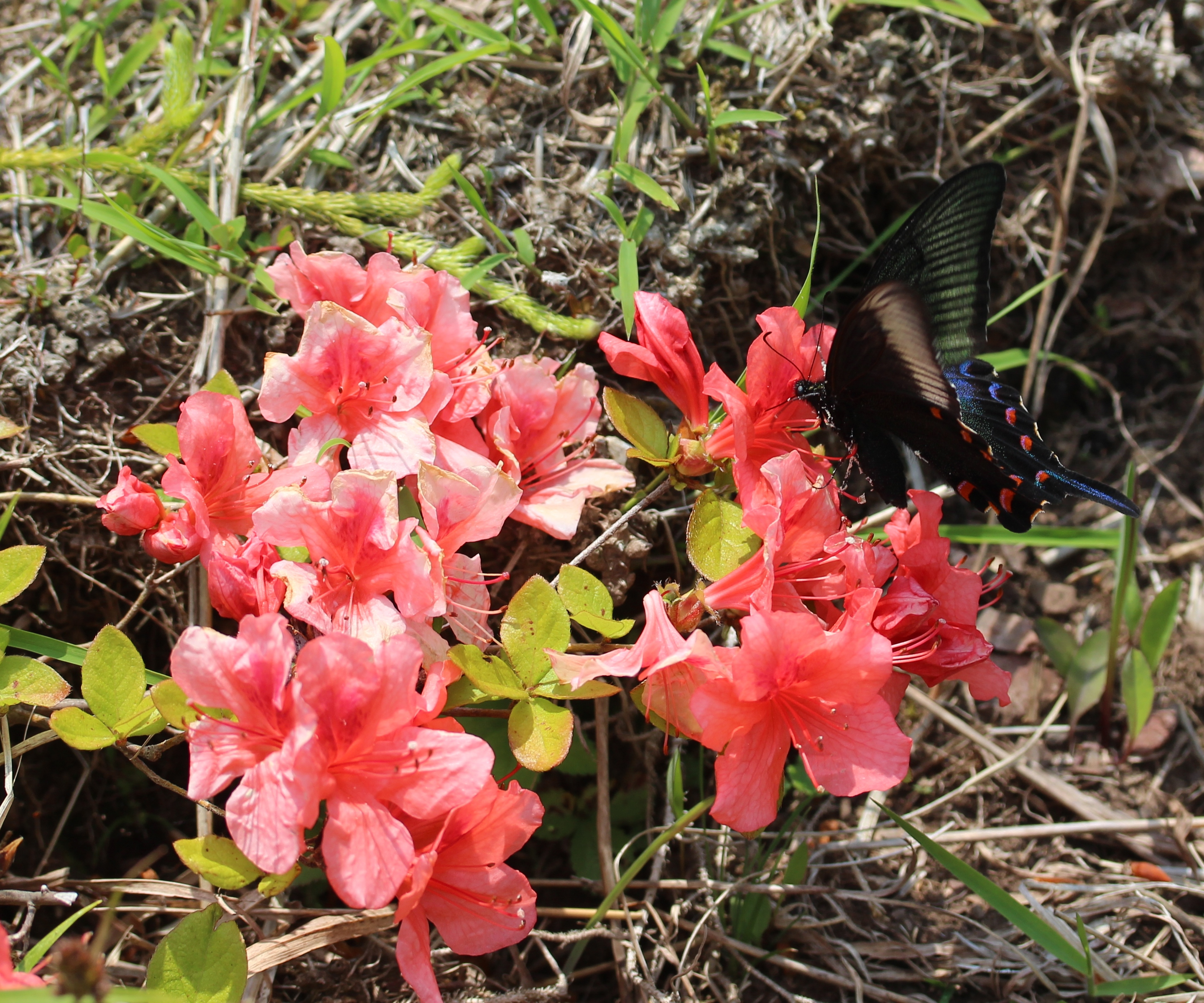
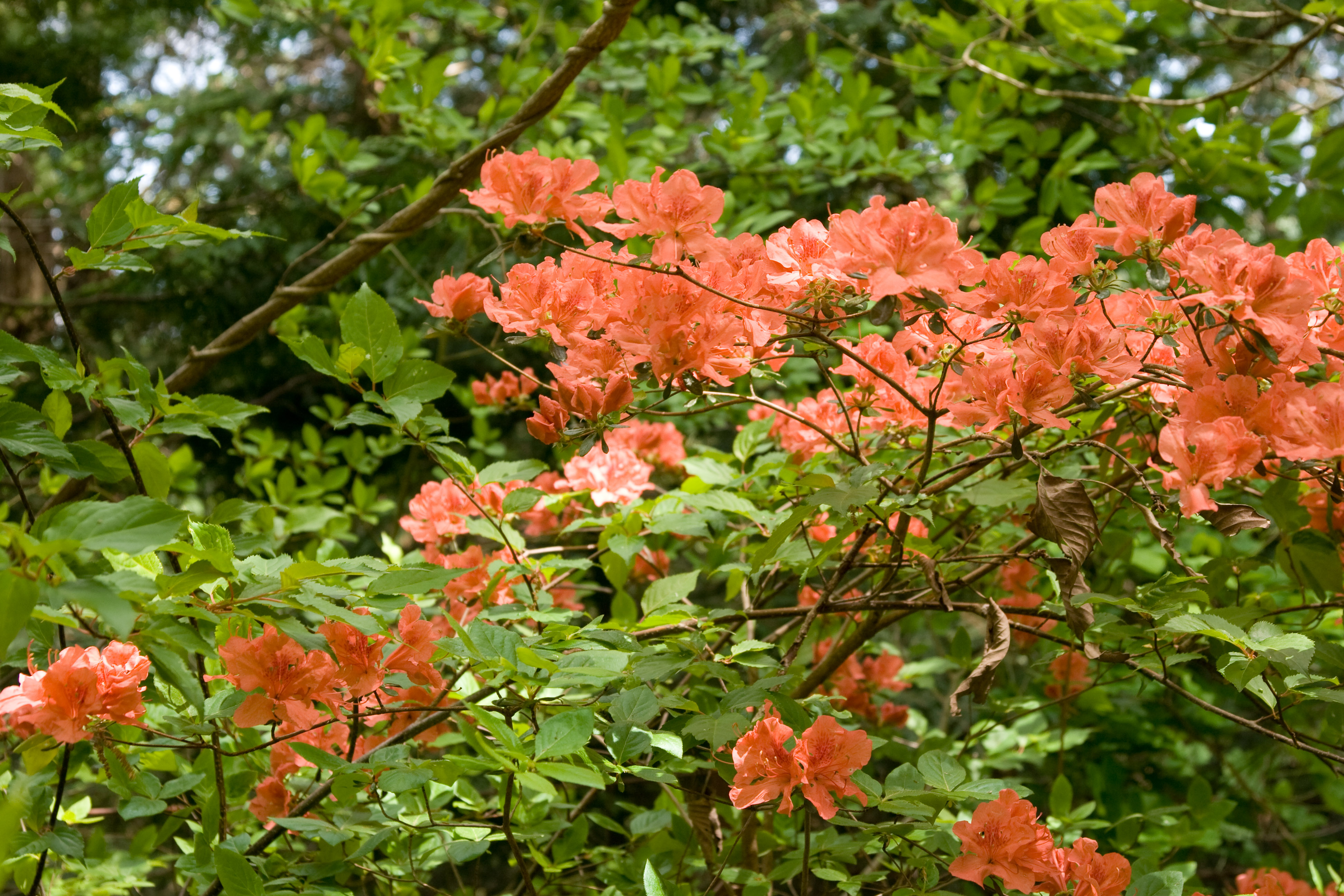
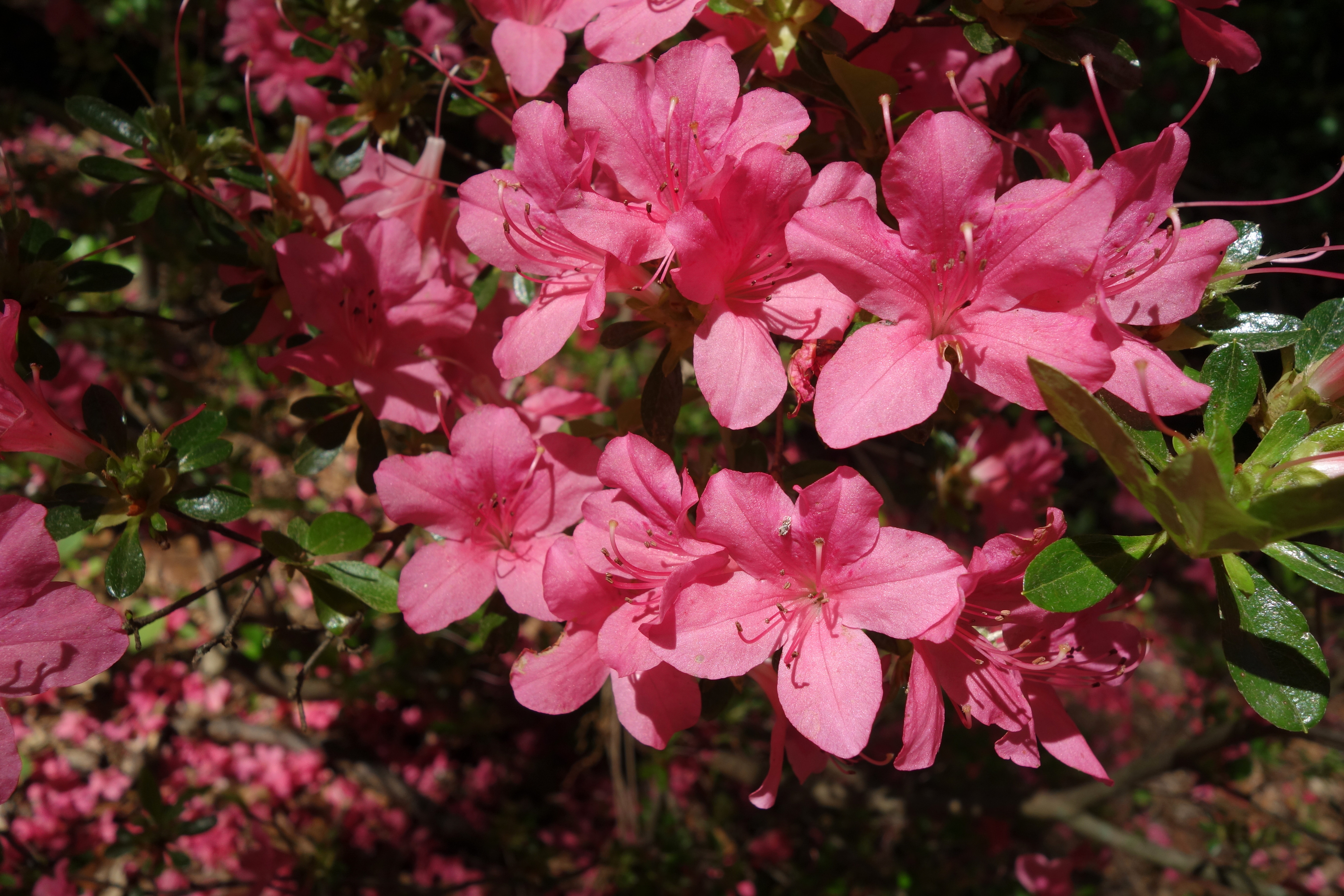
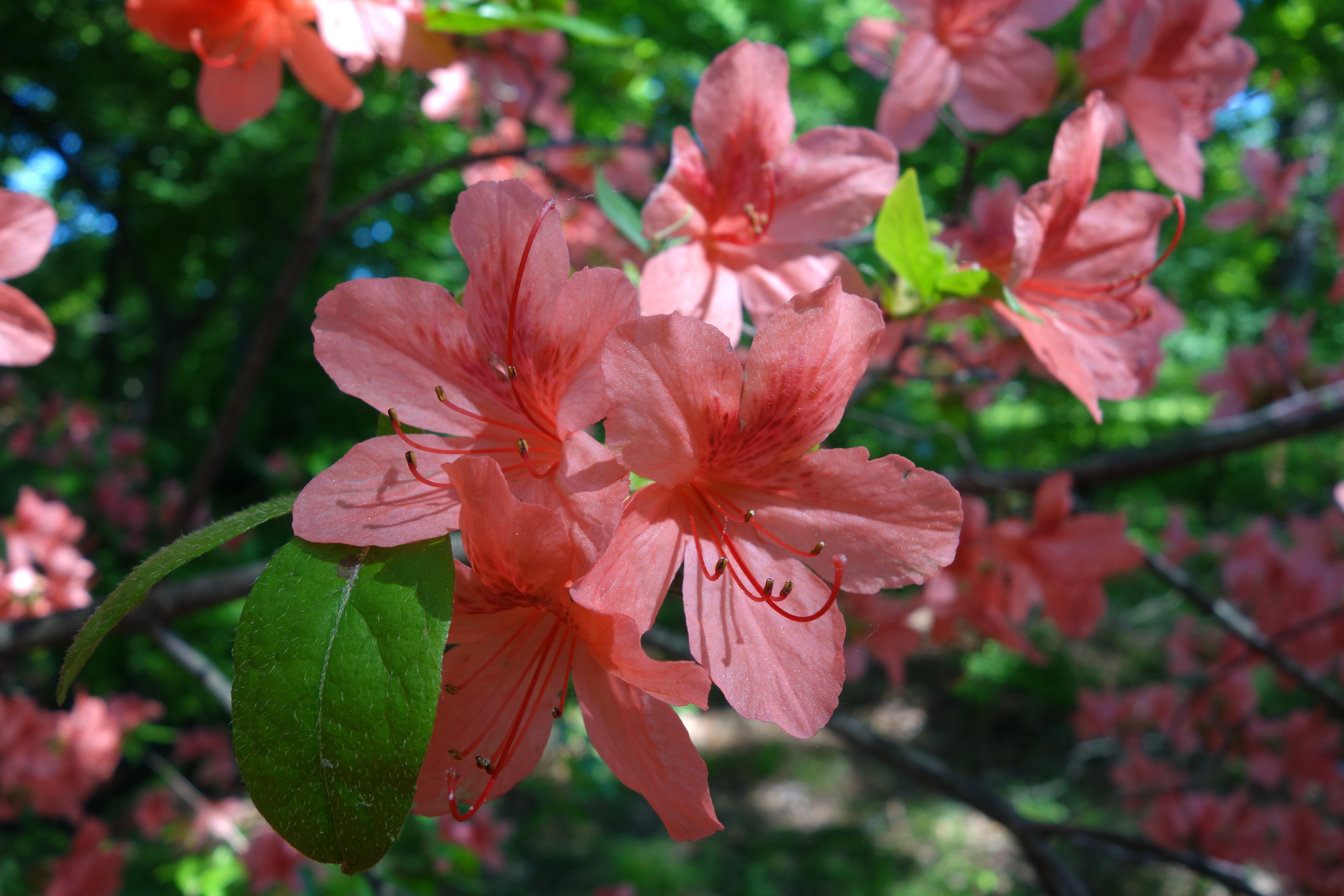